# Schloss Hirschstetten

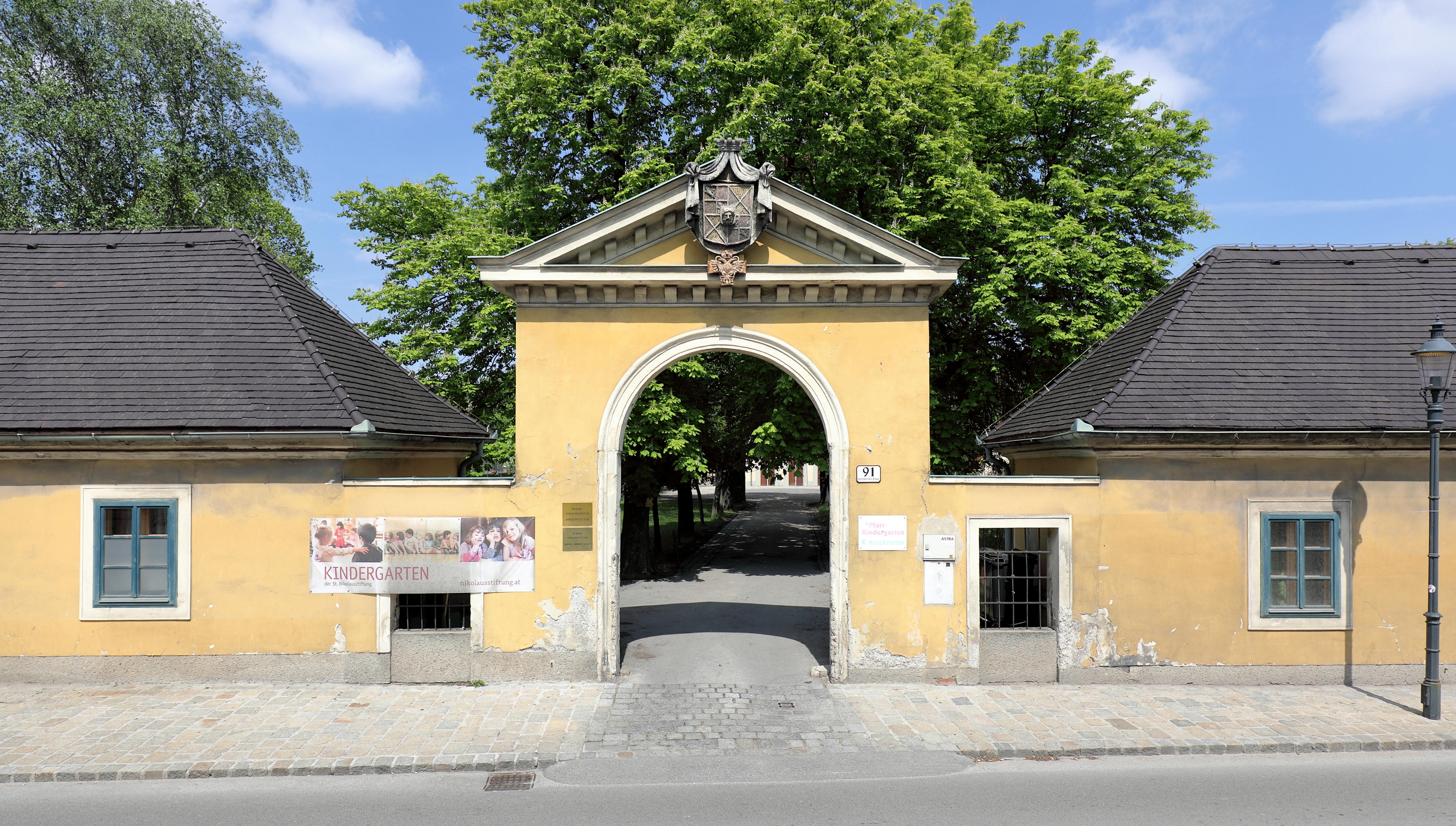
Portal des Schlosses

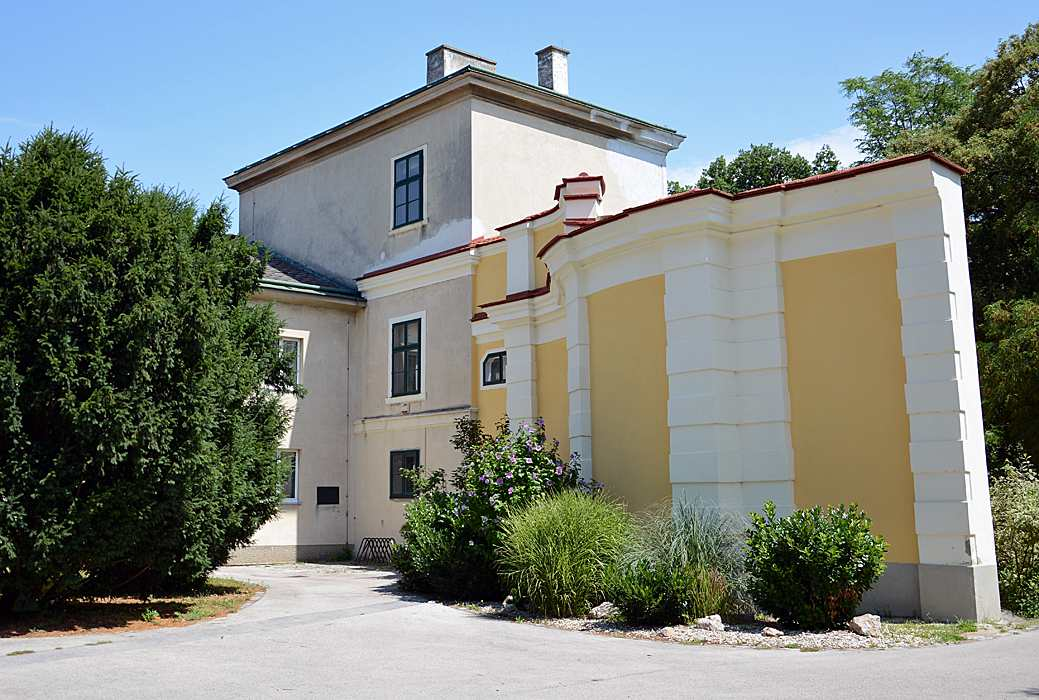
Reste eines Seitentraktes

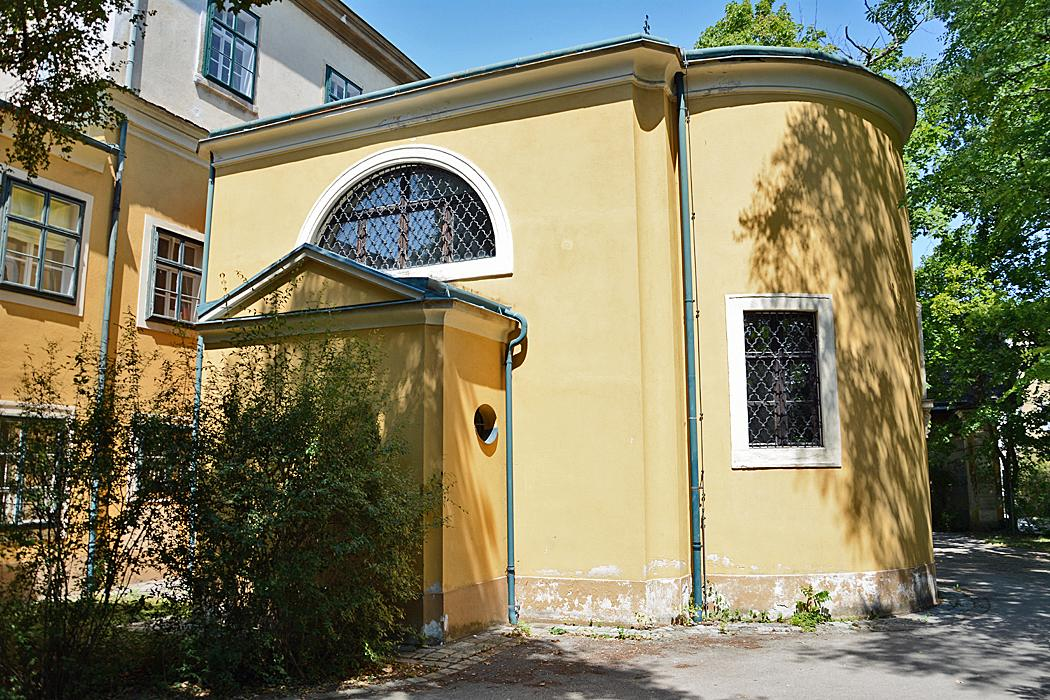
Die einstige Schlosskapelle

Das Schloss Hirschstetten in Wien im Stadtteil Hirschstetten mit ehemaliger bedeutender barocker Ausstattung wurde am 12. März 1945 bei einem amerikanischen Bombenangriff auf Wien zerstört. Das Einfahrtsportal, die Schlosskapelle, Reste eines Eckpavillons und ein Gartenportal mit Nebengebäuden sind erhalten. Das Areal wird mit noch bestehender Schlosskapelle von der Pfarre Hirschstetten genutzt.

## Geschichte
Im Jahre 1693 wurde ein adeliges Wohnhaus für Graf Otto Ferdinand von Hohenfeld errichtet. Teilweise verfallen ging das „Landquart Hierstetten“ im Jahre 1713 an Fürst Graf Adam Franz von Schwarzenberg und wurde von 1713 bis 1728 von dem Architekten Anton Erhard Martinelli instand gesetzt. Neben dem Wohnhaus entstanden links und rechts zwei Säle mit anschließenden Grotten. Für die Dienerschaften sowie Karossen und Pferde wurden Unterkünfte und Stallungen geschaffen. Weiters wurde das Jagdschloss durch einen Wirtschaftshof, einen Lustgarten, ein Glashaus (Orangerie) und drei Treibhäuser ergänzt.
Ein Deckengemälde von Daniel Gran schmückte den Westsaal des Schlosses. Die Gesamtkosten beliefen sich auf 100.000 Gulden. Das Anwesen ging von 1728 bis 1750, zum Preis von 20.000 Gulden und 200 Speziesdukaten, an Johann Wilhelm Graf von Wurmbrand-Stuppach, welcher den Bau vergrößern und eine Schlosskapelle anbauen ließ. Das Schloss ging im Jahre 1799 an die Adelsfamilie Erdödy und von 1811 bis 1815 an Graf Johann Ludwig Barth von Barthenheim. Nach mehreren Besitzerwechseln im Jahre 1868 an die Familie Pirquet.